# Openfire
Openfire（以前称为Wildfire和Jive Messenger）是一个即時通訊（IM）和群聊服务器，它是使用Java编写的XMPP服务器，并以Apache License 2.0发布。

## 历史
该项目由Jive Software于2002年左右发起，部分原因是为了支持FastPath基于Web的客户支持工具，如Jive Messenger，并于2005年更名为Wildfire。由于商标问题，2007年又将其更名为Openfire。该项目于2008完全移交给社区。Jive在2016年前继续托管该项目。

## 目前管理模式
Openfire是作为Ignite Realtime项目的一部分，在社区模式下开发的。项目负责人是Dave Cridland。

## 基于Web的管理面板
服务器的大多数管理都是通过Web界面完成的，默认情况下，该界面在9090（HTTP）和9091（HTTPS）端口上运行。管理员可以从任何地方连接并编辑服务器和配置设置。

## 功能
Openfire支持以下功能：
- 基于Web的管理面板
- 插件界面
- 可定制
- SSL/TLS支持[3]
- 用户友好的Web界面和引导安装
- 数据库连接（即嵌入式HSQLDB，或其他带有JDBC 3驱动的DBMS）用于存储消息和用户详细信息
- LDAP连接
- 平台独立，纯Java
- 完全集成Spark (XMPP客户端)
- 可以支持超过5万个并发用户[4]

Openfire对插件和定制构建有强大的支持；有很多插件可以用过管理控制台直接下载安装，许多安装操作都有定制插件。
Openfire允许多个服务器实例在一个集群环境中一起工作。有一个基于开源Hazelcast技术的开源聚类插件。